# 埃爾托圖莫火山
10°44′40.1″N 75°14′29.05″W / 10.744472°N 75.2414028°W

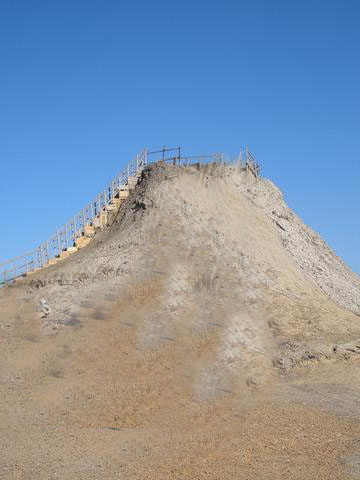

埃爾托圖莫火山是哥倫比亞的火山，位於該國西北部，由大西洋省負責管轄，毗鄰卡塔赫納，火山口注滿泥漿，是熱門的旅遊地點。

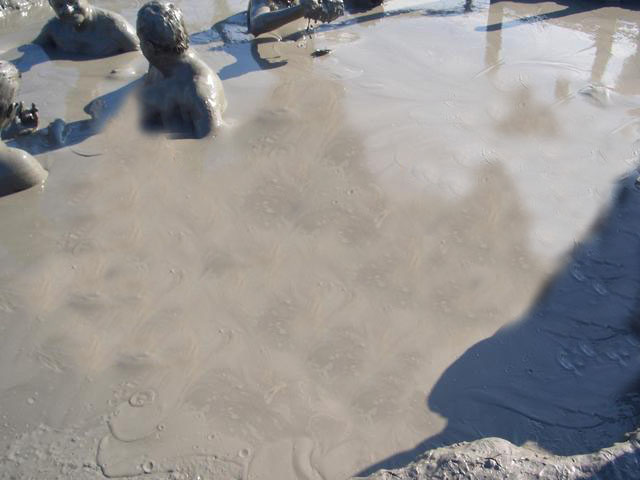